# Theoni V. Aldredge
Theoni V. Aldredge (22 de agosto de 1922 — 21 de janeiro de 2011) foi uma figurinista grego-estadunidense. Venceu o Oscar de melhor figurino na edição de 1975 por The Great Gatsby.